# واتسلاو پاوکوویچ
واتسلاو پاوکوویچ (چکی: Václav Pavkovič؛ ۲۴ آوریل ۱۹۳۶ – ۱۷ نوامبر ۲۰۱۹) قایقران روئینگ اهل چکسلواکی بود.
وی در مسابقات کشوری و بین‌المللی در مجموع برندهٔ ۱ مدال برنز شده‌است.